# Photo (revista)
Photo es una revista bimestral francesa dedicada la fotografía. Fue fundada por Daniel Filipacchi en 1967 y editada por el grupo EPMA. 
La revista aborda la fotografía en sus diferentes aspectos, desde el fotoperiodismo a la fotografía de vanguardia, incluyendo fotografía de moda, de la naturaleza o el desnudo artístico.
Presenta la actualidad de la fotografía y de sus tendencias en Francia y en el mundo, aunque también aborda la técnica fotográfica (fotografía con móvil, fotografía aplicada, la fotografía analógica, y digital) y el trabajo de los grandes fotógrafos.

## Historia
En 1967, Daniel Filipacchi, al frente de un grupo de una veintena de autores, creó Photo sobre una idea de Walter Carone, fotoperiodista de Paris Match. En julio de 1967, se inauguró la revista con una fotografía de Catherine Deneuve realizada por David Bailey, su compañero de aquella época.
Roger Thérond, antiguo redactor jefe de Paris Match, asumió la dirección de la revista y lanzó en 1977 el «concurso de los amateurs» (que perdura hoy con unas 50 000 fotos candidatas cada año). Thérond que ocupaba oficialmente la función de director asociado a la publicación desde abril de 1969, solicitó trabajos entre los más prestigiosos fotógrafos del momento, tales como Brassaï, Cartier-Bresson o Willy Rizzo.
Jean-Louis Swiners se unió al equipo desde los primeros meses y estuvo como director de la publicidad hasta en 1974. Régis Pagniez se encargó del diseño y dibujó el logo y creó las carpetas que contribuyeron al éxito de la revista. Abandonó la redacción algunos años más tarde para emigrar en Estados Unidos. Walter Carone fue nombrado director de la redacción entre 1970 y 1973. En 1988 Michel Decron fue el redactor jefe.
Éric Colmet-Daâge fue nombrado director de la redacción y el director artístico en 1994. Hizo evolucionar la revista conjuntamente con la nueva redactora jefa adjunta, Agnès Grégoire, que fue nombrada redactora jefa en 2011 y directora de la redacción en 2015.

## Evolución del contenido
La foto de vanguardia predominó en la revista desde el final de los años 1960 (Art Kane, Pete Turner, Jay Maisel). Desde sus comienzos igualmente, Photo se distinguió como la primera revista que presentó desnudos realizados por grandes fotógrafos como Lucien Clergue, Guy Bourdin, Jeanloup Sieff, Henri Cartier-Bresson o Claude Azoulay, que realizó desnudos de Brigitte Bardot. La revista provocó a veces el escándalo, como con la publicación de fotografías de transexuales y hermafroditas o por las fotos de menores de Louis Malle. 
Creada en plena guerra de Vietnam y antes de mayo del 1968, la revista también incluía al reportaje fotográfico, así como temas relacionados con la naturaleza. A lo largo de su historia también trató el trema de la fotografía de moda con trabajos de Cecil Beaton, Helmut Newton o William Klein entre otros.
En 1989, la revista Photo, en colaboración con otros patrocinadores, creó el festival «Visa pour l'Image», que reúne cada año en Perpiñán, a fotoperiodistas de todo el mundo (con exposiciones, encuentros y proyecciones). El festival tiene reconocimiento internacional entre los profesionales de la imagen y está coordinado por Jean-François Leroy.
Desde el comienzo de los años 1990 se publica mediante autoedición y dispone de su sitio web de internet desde 1995.
Después de la muerte de Roger Thérond en 2001, el grupo HFM, que disponía del 50 % del capital compró la parte de sus herederos en 2002. Diez años más tarde, la revista se vendió a Magweb. Monika Bacardi y David Swaelens-Kane se convirtieron en sus propietarios en 2014.
En la actualidad Daniel Filipacchi es el presidente de honor y Monika Bacardi la presidenta de honor, David Swaelens-Kane es director de la publicación y director de la redacción. Agnès Grégoire es directora de la redacción.